# Nazionale femminile di pallacanestro della Repubblica Democratica del Congo
La nazionale di pallacanestro femminile della Repubblica Democratica del Congo è la rappresentativa cestistica della Repubblica Democratica del Congo ed è posta sotto l'egida della Basketball Federation of Democratic Republic of Congo.

## Piazzamenti

### Olimpiadi
- 1996 - 12°

### Campionati del mondo
- 1983 - 14°
- 1990 - 15°
- 1998 - 16°

### Campionati africani
- 1981 -  2°
- 1983 -  1°
- 1984 -  2°
- 1986 -  1°
- 1990 -  2°

- 1993 - 4°
- 1994 -  1°
- 1997 -  2°
- 2000 -  3°
- 2003 - 7°

- 2005 - 4°
- 2007 - 7°
- 2011 - 7°
- 2017 - 9°
- 2019 - 6°

- 2023 - 12°

## Formazioni

### Olimpiadi
Pallacanestro ai Giochi della XXVI Olimpiade - Torneo femminile4 Mabika, 5 Pikinini, 6 Kapepula, 7 N'Goy Benga, 8 Ngalula, 9 Kongolo, 10 Bonzali, 11 Mbambi, 12 Kamanga, 13 Lobela, 14 Tshijuka, 15 Mbuyi,        All. Mongamaluku Mozingo

### Campionati del mondo
Campionato mondiale femminile di pallacanestro 19834 Kamimbaya, 5 Evoloko, 6 Bofonda, 7 Ndombe, 8 Komichelo, 9 Lingenga, 10 Agbasing, 11 Nguya, 12 Kamanga, 13 Bompoko, 14 Mpanzu, 15 Bokonda,        All. Théophile Ngoie Wa Ngoie
Campionato mondiale femminile di pallacanestro 19904 Ksimbweni, 5 Kano, 6 Bofonda, 7 Okako, 8 N'Goy Benga, 9 Lingenga, 10 Mbuyi, 11 Ntumba, 12 Kamanga, 13 Bompoko, 14 Alele,        All. Théophile Ngoie Wa Ngoie
Campionato mondiale femminile di pallacanestro 19984 Kano, 5 Namuanza, 6 Kapinga, 7 Kamin, 8 Kanasi, 9 Mbuli, 10 Nzongo, 11 N'Goy Benga, 12 Kamanga, 13 Bompindji, 14 Nzuanda, 15 Manteka,        All. Monga Maluku Mozingo

### Campionati africani
Campionato africano femminile di pallacanestro 1983Agbasing, Bofonda, Bompoko, Evoloko, Kamanga, Kamimbaya, Komichelo, Lingenga, Mayanga, Mayanga, Ndombe, Nguya, All. Théophile Ngoie Wa Ngoie
Campionato africano femminile di pallacanestro 19904 Kamimbaya, 5 Evoloko, 6 Bofonda, 7 Okako, 8 Nsimbweni, 9 Lingenga, 10 Mbuyi, 11 Nguya, 12 Kamanga, 13 Bompoko, 14 Kayiba, 15 Mwamba,        All. Théophile Ngoie Wa Ngoie
Campionato africano femminile di pallacanestro 19934 Kamimbaya, 5 Mabika, 6 Kano, 7 N. Sunda, 8 Pikinini, 9 Lingenga, 10 M. Mukendi, 11 Mbambi, 12 Kamanga, 13 Bompoko, 14 Mbuli, 15 Nzongo,        All. Théophile Ngoie Wa Ngoie
Campionato africano femminile di pallacanestro 1994Bompoko, Evoloko, Gode, Lingenga, Kamanga, Kamimbaya, Mabika, Mbambi, Mbuli, Nguya, Ngalula, Pikinini, All. Théophile Ngoie Wa Ngoie
Campionato africano femminile di pallacanestro 19975 Namuanza, 6 Kapinga, 7 Kanasi, 8 Kamin, 9 Bokenge, 10 Bompindji, 11 N'Goy Benga, 12 Kamanga, 13 Lobela, 14 Nzongo, 15 Manteka,        All. -
Campionato africano femminile di pallacanestro 20004 Bompindji, 5 Kanasi, 6 L. Asumanti, 7 Namuanza, 8 Kamin, 9 Bokenge, 10 Alele, 11 Pikinini, 12 Kano, 13 Bopoli, 14 Akonga, 15 Ngoyisa,        All. -
Campionato africano femminile di pallacanestro 20034 Mabika, 5 Tangama, 6 N. Kbinda, 7 Kanku, 8 Ilanga Tshitshi, 9 Mbudi, 10 Musau, 11 Nyama, 12 N. Modyv, 13 Rosada, 14 Bopoli, 15 N. Arlonga,        All. -
Campionato africano femminile di pallacanestro 20054 Mabika, 5 Tangama, 6 Lumanu, 7 Pikinini, 8 Kikwiki, 9 Mbudi, 10 Musau, 11 Kalonda, 12 Felekeni, 13 Nyama, 14 Mokango, 15 Akonga,        All. -
Campionato africano femminile di pallacanestro 20074 Mabika, 5 Tangama, 6 Lumanu, 7 Longomo, 8 Kapinga, 9 Ndaya, 10 Kalonda, 11 Yabuka, 12 Rosada, 13 Mbiya, 14 Mangongo, 15 Ntumba,        All. -
Campionato africano femminile di pallacanestro 20114 Muloso, 5 Badipite, 6 Kapinga, 7 Tuzolana, 8 Tshibola, 9 Mambengya, 10 Muganza, 11 Kikwiki, 12 Mangongo, 13 Kanyibo, 14 Mfutila, 15 Kabobo,        All. Bukapa Ismibangu
Campionato africano femminile di pallacanestro 20174 Mfutila, 5 Bilonda, 6 Bombolo, 7 Kapinga, 8 Mukoso, 9 Mambengya, 10 Kabobo, 11 Mbiya, 12 Muganza, 13 Ngusu, 14 Ngoyisa, 15 Mokango,        All. Papy Kakunde
Campionato africano femminile di pallacanestro 20194 Mfutila, 5 Ngobeleza, 6 Bombolo, 7 Kayolo, 8 Bisoga, 9 Mambengya, 10 Mokango, 11 Kalanga, 12 Muganza, 13 Ndiba, 14 Akonga, 15 Ngoyisa,        All. Papy Kiembe
Campionato africano femminile di pallacanestro 20234 Ikete Ndongbwo, 5 Nguz, 6 Longomo, 7 Mbelu, 8 Ebengo Isomi, 9 Kaba Mayioma, 10 Watshini-Tshiyoyo, 11 Nyoka, 12 Muadi, 13 Irebu, 14 Ngusu, 15 Mfutila,        All. Bellarmine Tshibangu Sabwe